# Jenny Andreasson
Jenny Andreasson, född 28 juli 1973 i Sollentuna, är en svensk regissör, författare och förläggare.

## Biografi
Andreasson utbildade sig till teaterregissör vid Dramatiska Institutet 1998–2002. Hon var konstnärlig ledare för Spetsprojektet 2006–2010, och regisserade bland annat Alfhild Agrells Räddad, Stina Aronsons Syskonbädd och Ulla Isakssons Nära livet. Därutöver har hon samarbetat med författaren Mirja Unge, och har regisserat hennes pjäser Var är alla på Riks drama, Klaras resa och Mariella på Göteborgs Stadsteater samt Johanna på Dramaten. År 2014 gjorde hon Minna Canths Sylvi på Göteborgs Stadsteater.  
Andreasson var anställd på Dramaten som regissör mellan åren 2010 och 2020. På Dramaten regisserade hon bland annat Slott i Sverige av Françoise Sagan., Tjuvar av Dea Loher, Chéri av Colette, De oskyldiga och Vakten vid Rhen av Lillian Hellman samt Ensam av Alhild Agrell.   
2022 debuterade Andreasson som författare med romanen Teatern på Norstedts förlag. Sedan 2024 arbetar hon på bokförlaget Atlas, där hon 2025 blev tillförordnad förlagsansvarig och förläggare. 

## Teaterregi (urval)
| År   | Pjäs                               | Författare                                  | Scen                                              |
| ---- | ---------------------------------- | ------------------------------------------- | ------------------------------------------------- |
| 2005 | Var är alla                        | Mirja Unge                                  | Riks drama, Riksteatern                           |
| 2007 | Räddad                             | Alfhild Agrell                              | Östgötateatern, Riksteatern                       |
| 2008 | Syskonbädd                         | Stina Aronson                               | Östgötateatern, Riksteatern, Länsteatern i Örebro |
| 2009 | Nära livet                         | Ulla Isaksson                               | Östgötateatern, Riksteatern, Länsteatern i Örebro |
| 2010 | Slott i Sverige Château en Suède   | Françoise Sagan                             | Dramaten                                          |
| 2010 | Klaras resa                        | Mirja Unge                                  | Göteborgs Stadsteater                             |
| 2011 | En egen ö Saari kaukana täältä     | Laura Ruohonen                              | Dramaten                                          |
| 2011 | Tjuvar Diebe                       | Dea Loher                                   | Dramaten                                          |
| 2012 | Chéri                              | Colette                                     | Dramaten                                          |
| 2013 | De oskyldiga The children's hour   | Lillian Hellman                             | Dramaten                                          |
| 2014 | Sylvi                              | Minna Canth                                 | Göteborgs Stadsteater                             |
| 2014 | Johanna                            | Mirja Unge                                  | Dramaten                                          |
| 2017 | Ensam                              | Alfhild Agrell                              | Dramaten                                          |
| 2020 | Vakten vid Rhen Watch on the Rhine | Lillian Hellman Översättning Klas Östergren | Dramaten                                          |

## Utmärkelser
- H. M. Konungens medalj av 8:e storleken (2015) för framstående insatser som regissör
- Carl Åkermarks stipendium
- Sollentuna kulturstipendium